# Dewey Beach (Delaware)
Dewey Beach je gradić u američkoj saveznoj državi Delaware. Prema popisu stanovništva iz 2010. u njemu je živjelo 341 stanovnika.